# Ascocentrum miniatum
Ascocentrum miniatum es una especie de orquídea. Es la especie tipo de género Ascocentrum.

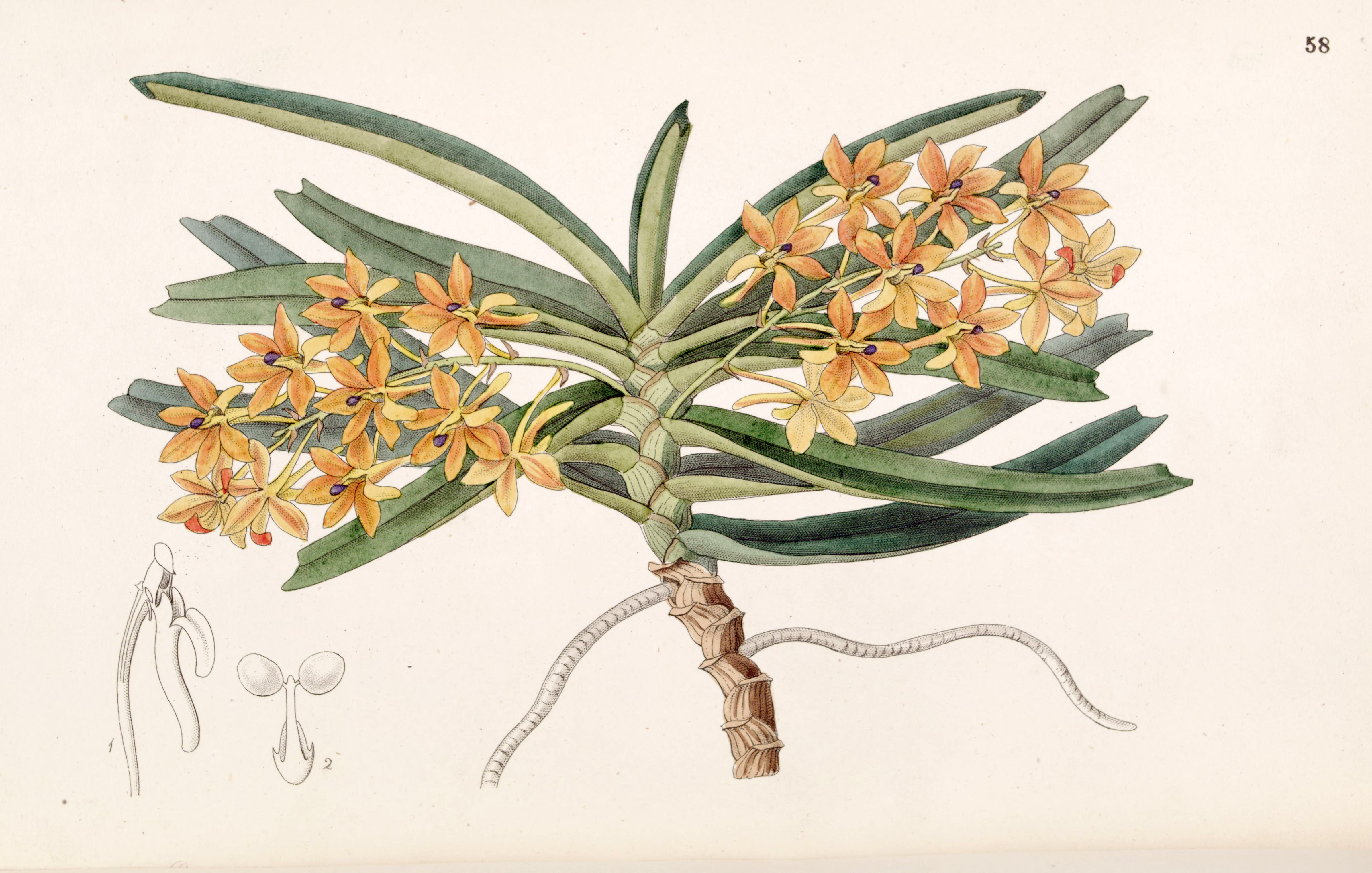
Ilustración

## Descripción
Es una planta pequeña, como indica su nombre, es una planta muy atractiva, con grueso tallo carnoso en forma de V con numerosos picos verticales que surgen de entre las hojas y que lleva 30 o más flores brillantes de color naranja/rojo. Las flores tienen un labio de color naranja / amarillo.

## Distribución y hábitat
Se encuentra en Malasia, Sumatra, Isla de Java y Filipinas.

## Taxonomía
Ascocentrum miniatum fue descrita por (Lindl.) Schltr. y publicado en Repertorium Specierum Novarum Regni Vegetabilis, Beihefte 1: 975. 1913.
Etimología
Ascocentrum: nombre genérico que proviene de la unión de dos palabras griegas: ασκός (askos), que significa "piel", y κέντρον , que significa "estimular" o "picar", en referencia a la forma de su labio.
miniatum: epíteto latino que significa "pequeño".
Sinonimia
- Saccolabium miniatum Lindl. (1847) (Basionym)
- Gastrochilus miniatus (Lindl.) Kuntze (1891)[4][5]